# Blossia brincki
Espèce
Synonymes
- Blossiola brincki Lawrence, 1955

Blossia brincki est une espèce de solifuges de la famille des Daesiidae.

## Distribution
Cette espèce est endémique d'Afrique du Sud. Elle se rencontre vers Kenhardt.

## Publication originale
- Lawrence, 1955 : Solifugae, Scorpions and Pedipalpi, with checklists and keys to South African families, genera and species. Results of the Lund University Expedition in 1950-1951. South African Animal Life, vol. 1, p. 152 -262.